# الضبط التلقائي
.
الضبط الآلي التلقائي في النمط الآلي للتعريض تقوم الكاميرا تلقائيا بحساب وتعديل التعريض الضوئي لتطابق قدر الإمكان بين الإضاءة العامة في الموضوع المطلوب تصويره والصورة الفوتوغرافية الناتجة، وفي أغلب الكاميرات تستخدم مقياس تعريض مدمج بتقنية القياس عبر العدسة TTL.
ويوجد نمطين للتعريض الآلي، الأول نمط أولوية فتحة العدسة، حيث يكون للمصور القدرة على تعديل فتحة العدسة يدويا، فيما تقوم الكاميرا تلقائيا بضبط سرعة الغالق لتتناسب مع مستوى التعريض المطلوب حسب مقياس التعريض. والنمط الثاني يعطي الأولوية لسرعة الغالق

## معرض صور

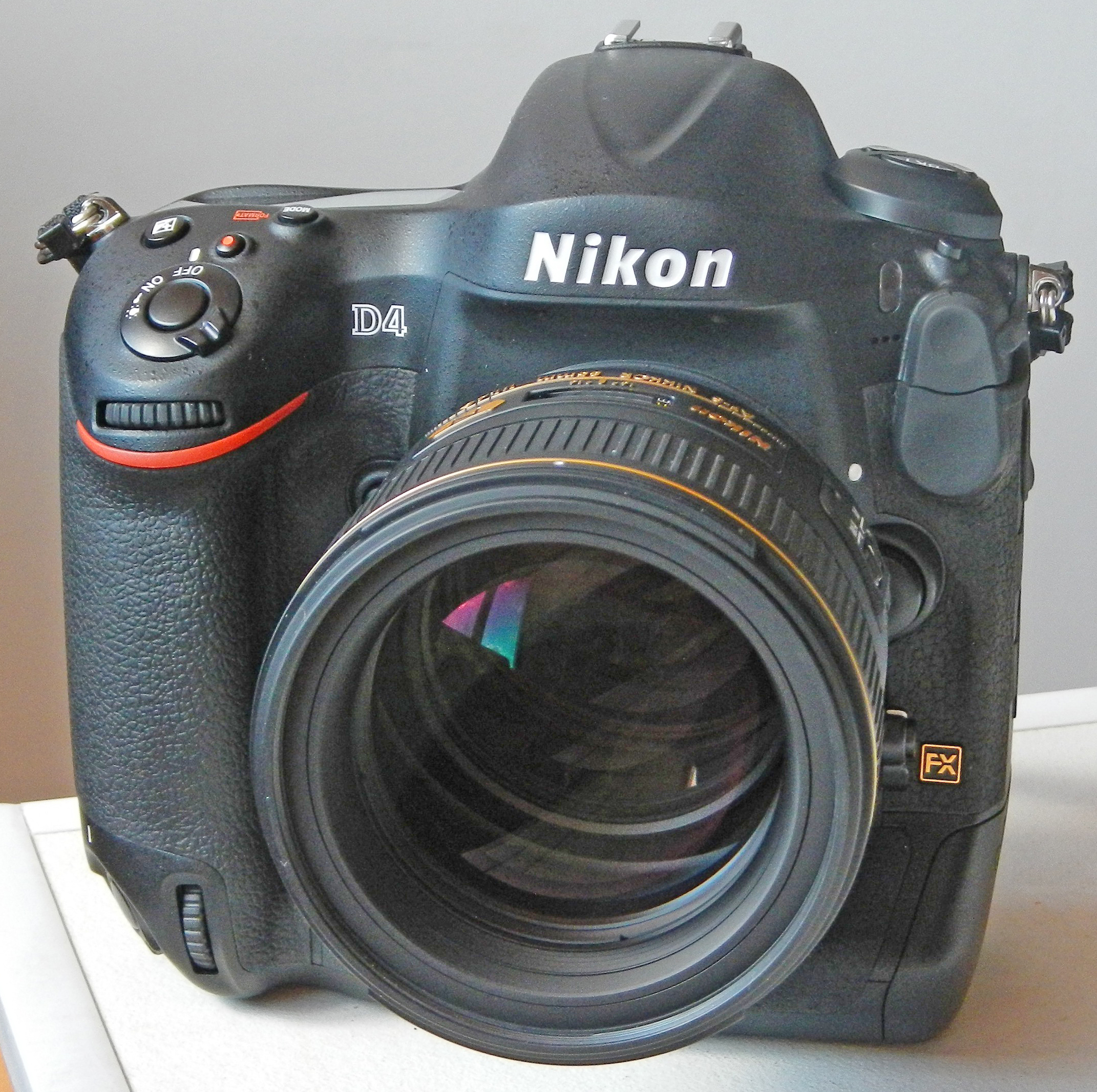
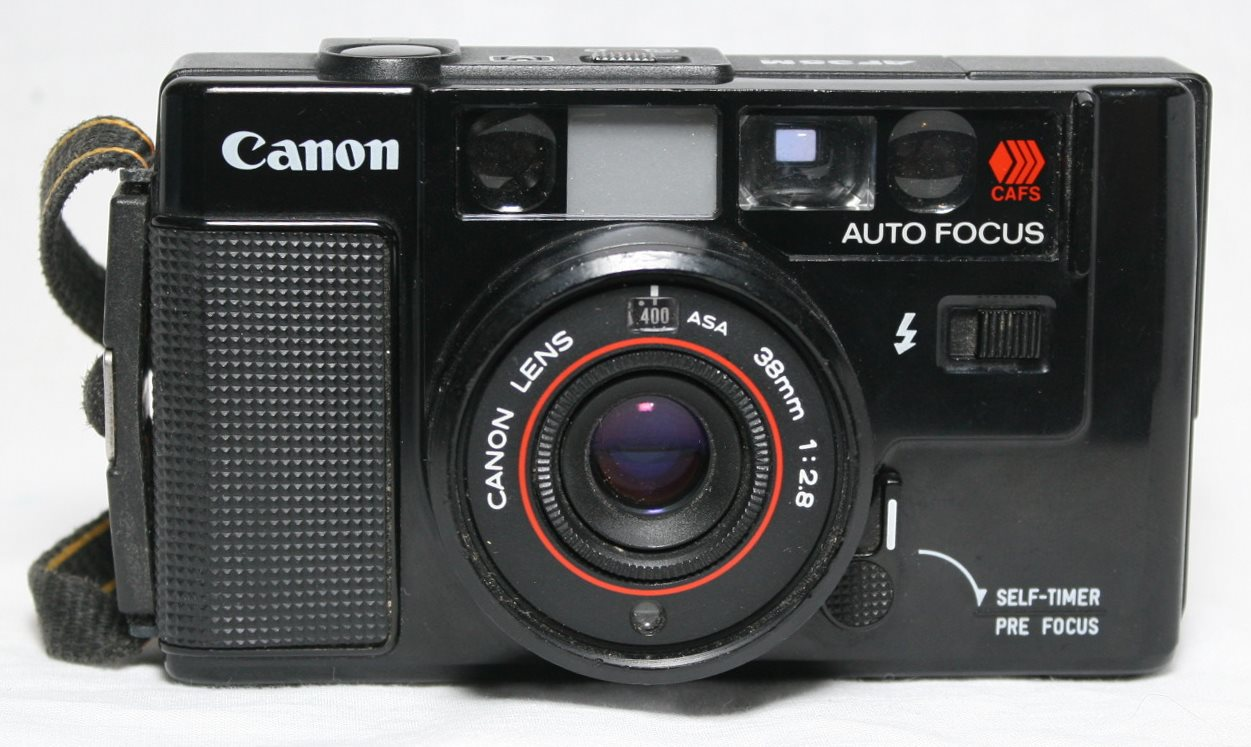
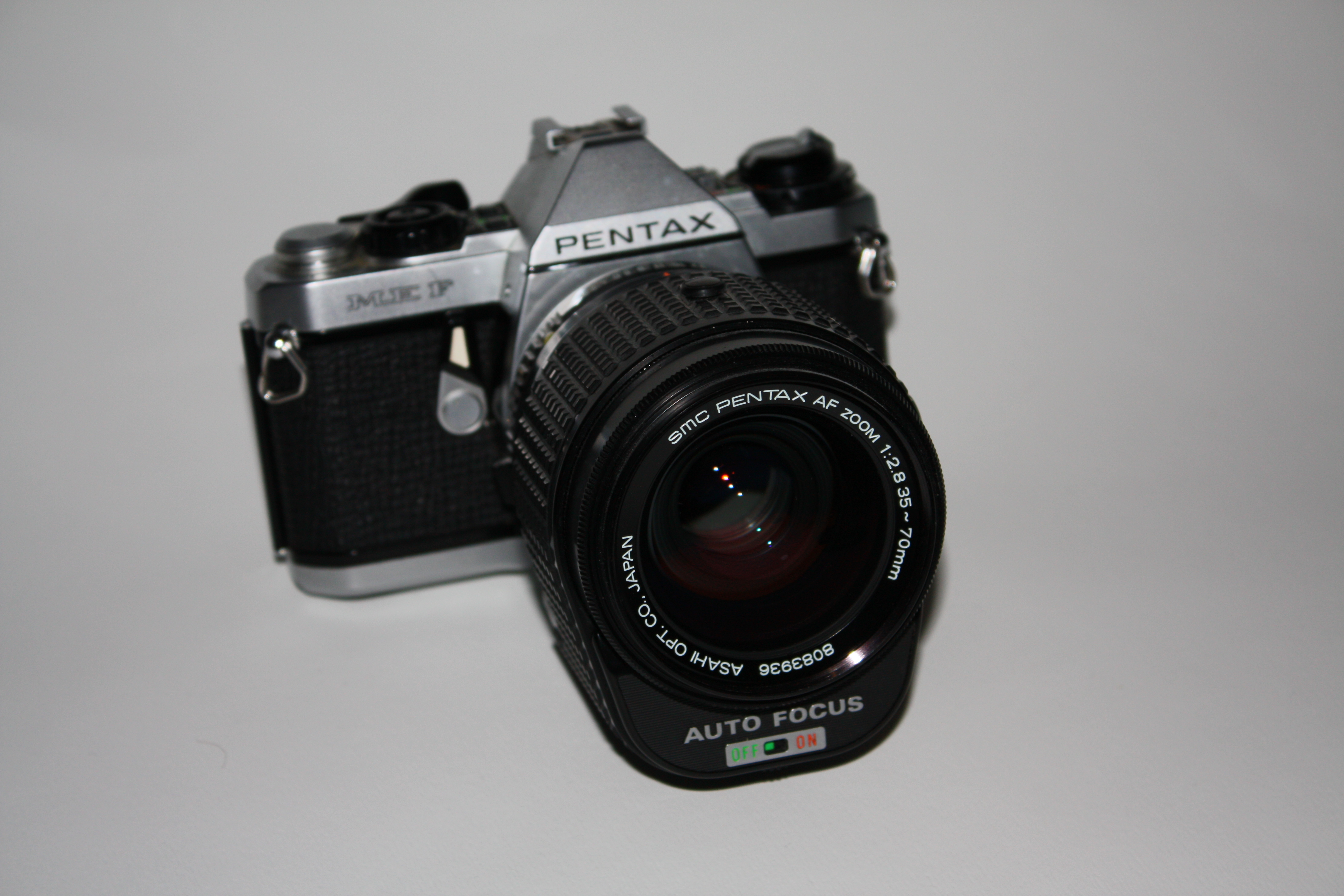